# Direction of the Heart
Direction of the Heart è il diciottesimo album in studio del gruppo musicale scozzese Simple Minds, pubblicato nel 2022.

## Tracce
Testi e musiche di Charlie Burchill e Jim Kerr, eccetto dove indicato.

1. Vision Thing – 4:39
2. First You Jump – 4:23 (Burchill, Kerr, Ged Grimes)
3. Human Traffic – 4:17
4. Who Killed Truth? – 3:58
5. Solstice Kiss – 5:23 (Burchill, Kerr, Grimes)
6. Act of Love – 4:00
7. Natural – 3:26
8. Planet Zero – 4:10
9. The Walls Came Down – 3:54 (Michael Been)

Tracce Bonus - Edizione Digitale/Deluxe
1. Direction of the Heart (Taormina 2022) – 4:55
2. Wondertimes – 4:54

Tracce Bonus - Edizione Super Deluxe
1. Vision Thing (Exclusive Rehearsal Session) – 4:34
2. First You Jump (Exclusive Rehearsal Session) – 4:26 (Burchill, Kerr, Grimes)

## Formazione
- Jim Kerr – voce
- Charlie Burchill – chitarra, tastiera, basso
- Ged Grimes – basso, tastiera
- Cherisse Osei – batteria (1, 7, 9)
- Sarah Brown – cori

## Classifiche
| Classifica (2022) | Posizione raggiunta |
| ----------------- | ------------------- |
| Italia            | 21                  |
| Regno Unito       | 4                   |